# Something to Give Each Other
Something to Give Each Other è il terzo album in studio del cantante australiano-sudafricano Troye Sivan, pubblicato il 13 ottobre 2023 dalla Capitol ed EMI Australia.
Il disco è stato anticipato dai singoli Rush e Got Me Started; quest'ultimo contiene un campionamento del brano Shooting Stars dei Bag Raiders, pubblicato nel 2008.

## Antefatti
Sivan ha iniziato ad anticipare il nuovo progetto discografico il 9 giugno 2023 pubblicando, su Instagram,  una clip che lo mostra in vari anni, a partire dal suo primo video su Youtube fino al teaser del primo singolo Rush. 
Sivan ha dichiarato che ha lavorato all'album per circa 5 anni tra i vari impegni, come il suo Bloom Tour e la serie televisiva The Idol, in cui ha un ruolo da protagonista.
Il 13 luglio 2023 Sivan ha annunciato il titolo dell'album e la data di rilascio tramite i suoi social media.

## Copertina
La copertina dell'album mostra Sivan che sorride con la testa tra le gambe di un amico. 
Sivan ha dichiarato che voleva sorridere per la copertina dell'album, ma non ha sorriso per tutto il giorno del servizio fotografico perché si sentiva a disagio nel sorridere e non voleva che il suo sorriso sembrasse falso. Lo scatto per la copertina dell'album è stato realizzato quando un amico di Sivan si è inginocchiato e ha solleticato Sivan, provocando un sorriso sincero.

## Accoglienza
| Recensione     | Giudizio |
| -------------- | -------- |
| AllMusic       |          |
| Clash          | 9/10     |
| NME            |          |
| Pitchfork      | 8.0/10   |
| Rolling Stone  |          |
| Slant Magazine |          |
| The Guardian   |          |

Something to Give Each Other ha ottenuto l'acclamo universale da parte dei critici musicali. Su Metacritic, sito che assegna un punteggio normalizzato su 100 in base a critiche selezionate, l'album ha ottenuto un punteggio medio di 84 basato su tredici critiche.
Alla fine del 2023, l'album è stato inserito in varie liste dei migliori album dell'anno.
| Rivista                | Classifica                      | Piazzamento |
| ---------------------- | ------------------------------- | ----------- |
| Billboard              | The 50 Best Albums of 2023      | 3           |
| NME                    | The 50 Best Albums of 2023      | 4           |
| Nylon                  | Nylon's Favorite Albums of 2023 | 4           |
| PopMatters             | The 20 Best Pop Albums of 2023  | 11          |
| The Evening Standard   | The Albums of the Year 2023     | 3           |
| The Guardian           | The 50 Best Albums of 2023      | 13          |
| The Hollywood Reporter | The 10 Best Albums of 2023      | 7           |

## Tracce
1. Rush – 2:36 (Troye Sivan Mellet, Brett McLaughlin, Adam Novodor, Alex Chapman, Kaelyn Behr, Kevin Hickey)
2. What's The Time Where You Are? – 3:23 (Brett McLaughlin, Oscar Görres, Troye Sivan Mellet)
3. One of Your Girls – 3:01 (Brett McLaughlin, Oscar Görres, Troye Sivan Mellet)
4. In My Room (feat. Guitarricadelafuente) – 3:13 (Brett McLaughlin, Oscar Görres, Troye Sivan Mellet, Álvaro Lafuente Calvo)
5. Still Got It – 3:28 (Oscar Görres, Troye Sivan Mellet)
6. Can't Go Back, Baby – 3:21 (Jessica Pratt, Brett McLaughlin, Nick Ward, Oscar Görres, Troye Sivan Mellet)
7. Got Me Started – 3:18 (Troye Sivan Mellet, Chris Stracey, Ian Kirkpatrick, Jack Glass, Kaelyn Behr, Brett McLaughlin, Tayla Parx)
8. Silly – 3:38 (Ian Kirkpatrick, Brett McLaughlin, Troye Sivan Mellet)
9. Honey – 3:26 (Kaelyn Behr, Brett McLaughlin, Oscar Görres, Troye Sivan Mellet)
10. How To Stay With You – 3:16 (Alexander Guy Cook, Brett McLaughlin, Oscar Görres, Troye Sivan Mellet)

## Successo commerciale
In Australia, Something to Give Each Other ha esordito alla prima posizione della Aria Charts diventando il primo album del cantante a raggiungere la vetta della classifica. A livello commerciale, negli Stati Uniti d'America la rivista Billboard ha dichiarato che Something to Give Each Other ha venduto 31000 di unità nella prima settimana, di cui 16000 copie fisiche, debuttando alla ventesima posizione della Billboard 200.

## Classifiche
| Classifica (2023-24) | Posizione massima |
| -------------------- | ----------------- |
| Australia            | 1                 |
| Austria              | 30                |
| Belgio (Fiandre)     | 7                 |
| Belgio (Vallonia)    | 17                |
| Canada               | 29                |
| Danimarca            | 15                |
| Finlandia            | 13                |
| Francia              | 60                |
| Germania             | 9                 |
| Grecia               | 39                |
| Irlanda              | 13                |
| Islanda              | 16                |
| Italia               | 55                |
| Lituania             | 5                 |
| Norvegia             | 9                 |
| Nuova Zelanda        | 2                 |
| Paesi Bassi          | 3                 |
| Portogallo           | 30                |
| Regno Unito          | 4                 |
| Spagna               | 13                |
| Stati Uniti          | 20                |
| Svezia               | 16                |
| Svizzera             | 14                |

## Riconoscimenti
- ARIA Music Awards[33]
  - 2024 – Album dell'anno
- Australian Music Prize[34]
  - 2023 – Candidatura all'album dell'anno